# Acacia excentrica
Acacia excentrica é uma espécie de leguminosa do gênero Acacia, pertencente à família Fabaceae.